# Heinrich Studer (Widerstandskämpfer)
Heinrich Studer (* 17. Februar 1900 in Frankfurt am Main; † 12. November 1964 ebenda) war ein deutscher Parteifunktionär (KPD), Widerstandskämpfer gegen den Nationalsozialismus, Häftling im KZ Buchenwald und Leiter der illegalen Internationalen Militärorganisation Buchenwald.

## Leben und Wirken

### Herkunft und frühe Jahre
Studer war der Sohn eines Tischlers und lernte den Beruf eines Schlossers. Er trat 1919 in die Kommunistische Partei Deutschlands (KPD) ein und übte während der 1920er Jahre verschiedene Parteifunktionen auf lokaler und regionaler Ebene aus. Er lebte illegal in Berlin und im Ruhrgebiet, da er wegen Verstoßes gegen das Sprengstoffgesetz polizeilich gesucht wurde.
Ab 1927 war er offiziell bei der Arbeiter-Zeitung angestellt, war aber in Wirklichkeit Mitarbeiter des AM-Apparates (Zersetzungsressort) der Bezirksleitung Hessen-Frankfurt (die Bezeichnung AM war die Abkürzung für Abteilung Militärpolitik). Von Oktober 1930 bis April 1931 Kursant der Militärpolitischen Schule der Kommunistischen Internationale in Moskau, anschließend wieder im AM-Apparat tätig. 1931 wurde er Gauleiter des illegalen Rotfrontkämpferbunds Hessen-Frankfurt.

### Haft und Widerstand
Nach der Machtübertragung an die NSDAP wurde er im März 1933 verhaftet und zu drei Jahren Haft im Zuchthaus Kassel verurteilt. Nach seiner Entlassung emigrierte er 1936 in die ČSR. Als er nach dem Einmarsch der deutschen Truppen aus der Tschechoslowakei fliehen wollte, wurde er beim Grenzübertritt nach Polen 1939 erneut festgenommen und bis 1945 im KZ Buchenwald interniert. Hier wurde er dem Arbeitskommando Häftlingsbekleidungskammer zugewiesen. Er organisierte maßgeblich den Häftlingswiderstand und wurde der Leiter der Internationalen Militär-Organisation (IMO). Getarnt als „Lagerschutz“ konnte sie sich für Leben und Gesundheit von Häftlingen einsetzen.

### Späte Jahre
Nach der Beseitigung der NS-Herrschaft ging er nach Hessen zurück. 1945 war er zunächst Mitarbeiter der politischen Abteilung des Polizeipräsidiums Frankfurt am Main. Später übernahm er wieder Funktionen in seiner Partei.